# مونته ایزولا
مونته ایزولا (به ایتالیایی: Monte Isola) یک کومونه در ایتالیا است که در استان برشا واقع شده‌است. مونته ایزولا ۱۲٫۸ کیلومتر مربع مساحت و ۱٬۷۷۰ نفر جمعیت دارد و ۲۷۵ متر بالاتر از سطح دریا واقع شده‌است.